# 東區小巷的大廟
《東區小巷的大廟》，2017年CHOCO TV作品，由納豆、杜姸、李冠毅、梁正群、張家慧、石知田、蔡燦得領銜主演。 本片獲得中華民國文化部105年度行動寬頻影音節目製作補助案戲劇類300萬元。於2017年3月開鏡 ，於2017年7月21日播出。
2017年奇幻輕喜劇，一間充滿秘密的洗衣店，一個神明Online的群組，你希望是真靈還是有保佑？

## 劇情大綱
下了班的神明們，一如往常的在天庭股份無限公司的群組裡打屁聊天，他們感慨著現在年輕人沒事上夜店，有事上醫院，已經都不來廟裡拜拜了，此時卻突然有個少年尤保佑誤打誤撞，闖進了眾神明們的聊天群組裡……
尤保佑南部私立科大外語系畢業，在一個家族小公司當倉管，月領22K。自小體質虛弱，八字輕，有時碰觸衣服會見到奇妙的畫面。某天，爺爺朋友們的聊天群組裡，有位關先生介紹尤保祐一份工作，薪水頗為豐厚；一聽到能到台北，錢又多，他二話不說便答應了。循著地址找尋卻發現沒有大廟，只有一間叫做「大廟」的洗衣店。洗衣店老闆曾凌對於尤保佑的來訪感覺非常白目，明白的告訴尤保佑這裡沒有沒有關先生，但尤保佑仍不死心的死纏爛打詢問；這時卻又碰上有人來找曾凌麻煩，因緣際會下，尤保佑被曾凌留下來大廟打工，直到找到關先生。
尤保祐開始在「大廟」打工的日子，本以為能度過一段憧憬許久的城市生活，他卻與曾凌捲進了這些洗衣店的來客，背後不為人知的故事裡，而每當尤保祐遇到困難，「天庭俱樂部」的群組變成了他的顧問團……
最後尤保祐才明白，來到大廟原來這一切都是神明「長輩們」的安排，北上尋找大廟、與曾凌相遇、這些事件，都不是無端發生。大廟為何不是大廟，現在為何是洗衣店？曾凌的媽媽把大廟交給她，但曾凌卻心存怨懟的埋怨，又是為了什麼？一隻能與神明通訊的手機，如何能在有形及無形的空間裡，帶領尤保佑與曾凌成為神明與人之間的橋樑，關心這個時代發生在人們身上的問題。

## 播出時間

### 網路
| 頻道     | 所在地 | 首播日期      | 播放時間 |
| -------- | ------ | ------------- | -------- |
| CHOCO TV | 臺灣   | 2017年7月21日 | 中午上架 |

### 首播
| 頻道       | 所在地 | 首播日期      | 播放時間 |
| ---------- | ------ | ------------- | -------- |
| 緯來電影台 | 臺灣   | 2017年10月1日 | 21:00    |

## 演員列表

### 主要演員
| 演員   | 角色   | 介紹                           | 登場集數 |
| 杜姸   | 曾凌   | 交友網站化名為Eileen。         |          |
| 李冠毅 | 尤保佑 | 具有特殊靈異體質。             |          |
| 梁正群 | 楊炯明 |                                |          |
| 張家慧 | 蔣麗雯 |                                |          |
| 蔡燦得 | 曾媽媽 | 曾凌的媽媽                     |          |
| 石知田 | Andy   | 張老闆的兒子。網站作家蘇鈞璽。 |          |

### 其他演員
| 演員 | 角色 | 介紹 | 登場集數 |

### 特別演出
| 演員 | 角色   | 介紹                 | 登場集數 |
| 納豆 | 各種神 | 特別演出各種神的化身 |          |

## 歌曲
| 曲別 | 歌名       | 演唱者 | 作詞   | 作曲   |
| 插曲 | 寂寞的意義 | 陳妍元 | 陳妍元 | 陳妍元 |